# Múcsony
Múcsony är en ort i Ungern.   Den ligger i provinsen Borsod-Abaúj-Zemplén, i den norra delen av landet, 150 km nordost om huvudstaden Budapest. Múcsony ligger 127 meter över havet och antalet invånare är 3 486.
Terrängen runt Múcsony är platt åt nordost, men åt sydväst är den kuperad. Runt Múcsony är det ganska tätbefolkat, med 124 invånare per kvadratkilometer. Närmaste större samhälle är Miskolc, 19,9 km söder om Múcsony. Trakten runt Múcsony består till största delen av jordbruksmark.